# Тутбулок
Тутбуло́к (тадж. Тутбулоқ) — село у складі Хатлонської області Таджикистану. Входить до складу Чубецького джамоату району імені Мір Саїда Алії Хамадоні.
Село було відбудовано на місці руїн Тузбулок.
Населення — 39 осіб (2010; 21 в 2009).